# Anders Nielsen (voetballer 1986)
Anders Nielsen (Køge, 28 september 1986) is een Deens voetballer die als verdediger speelt.
Nielsen begon bij Køge BK en speelde vervolgens voor Næstved BK, Aarhus GF, SønderjyskE en HB Køge. In de zomer van 2012 tekende hij na een succesvolle stage een contract bij FC Oss. Op 9 oktober 2012 liet hij wegens privéomstandigheden zijn contract ontbinden. In januari 2013 vond hij onderdak bij FC Roskilde en een jaar later speelde hij voor Husqvarna FF.